# Pozohondo
Pozohondo és un municipi situat al nord de la província d'Albacete. Comprèn les pedanies de Campillo de la Virgen, Nava de Abajo, Nava de Arriba i Los Pocicos.

## Demografia
| 1900  | 1910  | 1920  | 1930  | 1940  | 1950  | 1960  | 1970  | 1981  | 1991  | 2001  | 2006  |
| ----- | ----- | ----- | ----- | ----- | ----- | ----- | ----- | ----- | ----- | ----- | ----- |
| 3.339 | 3.181 | 3.665 | 4.220 | 4.275 | 4.492 | 4.285 | 3.015 | 2.267 | 1.823 | 1.859 | 1.833 |